# Joseph Fischhof
Joseph Fischhof est un pianiste, compositeur et musicologue, né le 4 avril 1804 à Bučovice (Moravie), mort le 28 juin 1857 à Vienne (Autriche). De 1833 à 1857, il est professeur au Conservatoire de musique de Vienne.

## Biographie
Joseph Fischhof apprend la musique à l'âge de sept ans. Parallèlement à ses études au collège de Brno, commencées en 1813, il reçoit des leçons de piano du professeur Jahelka puis du maître de chapelle Gottfried Rieger. À Vienne où son père l'envoie suivre à l'université des études de philosophie et de médecine, il prend des cours de piano auprès d'Antoine Halm  et de composition musicale auprès de Ignaz von Seyfried,.
Après la mort de son père en 1827, il renonce à la médecine pour se consacrer à la musique. Il donne des cours de piano, et se fait rapidement une réputation comme professeur et compositeur. En 1833, il est professeur de piano au Conservatoire de Vienne, où il introduit la méthode du « guide-mains » de Friedrich Kalkbrenner,.
Pour l'Exposition universelle de 1851, Joseph Fischhof est envoyé en mission à Londres par le gouvernement autrichien, pour la section des instruments de musique.
« Homme instruit dans l'histoire et la théorie de la musique », Joseph Fischhof s'est constitué une « bibliothèque choisie et nombreuse de littérature musicale »,.
Joseph Fischhof a été membre de plusieurs sociétés musicales, dont l'Académie de Sainte-Cécile de Rome.
À sa mort, il laisse une importante bibliothèque contenant de précieux autographes. Elle devient d'abord la propriété de l'éditeur berlinois Julius Friedländer, qui la vend en 1859 à la Bibliothèque royale de Berlin. Parmi eux se trouve le «manuscrit Fischhof» contenant des documents importants pour une biographie de Beethoven - qui n'a pas été réalisée. Il contient également une copie du journal intime disparu de Beethoven.

## Œuvres
Auteur d'œuvres critiques, Joseph Fischhof est aussi connu pour ses interprétations de Bach, Beethoven et Chopin,.